# Хокинс, Уинн
Уинн Ферт Хокинс (англ. Wynn Firth Hawkins; 20 февраля 1936, Ист-Палестайн, Огайо — 11 февраля 2021, Кенфилд, там же) — американский бейсболист. Играл на позиции питчера. В Главной лиге бейсбола выступал с 1960 по 1962 года в составе клуба «Кливленд Индианс».

## Биография
Уинн Хокинс родился 20 февраля 1936 года в деревне Ист-Палестайн в Огайо. Во время учёбы в старшей школе в Нью-Уотерфорде он играл в баскетбол, претендовал на включение в сборную звёзд штата. В 1953 году в составе бейсбольной команды Американского легиона Хокинс сыграл два подряд ноу-хиттера. Затем Хокинс присоединился к любительской команде «Маккелви Стор», в её составе выиграл национальный любительский чемпионат 1954 года.
После окончания школы Хокинс поступил в университет Болдуина—Уоллеса. В составе его баскетбольной команды он провёл три сезона, став самым результативным игроком в её истории и установив рекорд по результативности за один матч. Университет он окончил в 1958 году. В 2003 году Хокинс был включён в Зал спортивной славы Ассоциации выпускников колледжа. Во время учёбы он также подписал контракт с бейсбольным клубом «Кливленд Индианс».
С 1955 по 1959 год Хокинс играл за различные фарм-команды системы «Кливленда». Перед стартом чемпионата 1960 года он был включён в состав стартовой ротации «Индианс» и дебютировал в Главной лиге бейсбола. В июне его перевели в буллпен, а затем снова отправили в фарм-клуб. В пятнадцати сыгранных матчах его показатель пропускаемости составил 4,23. В июне Хокинс пропустил хоум-ран, ставший 500 в карьере Теда Уильямса.
В 1961 году Хокинс был четвёртым питчером в ротации «Индианс», одержав в регулярном чемпионате семь побед при девяти поражениях с пропускаемостью 4,06. В начале следующего года он был призван в армию, сыграв за команду три матча во время отпуска. Затем руководство клуба перевело его в команду AAA-лиги «Джэксонвилл Санз» и больше Хокинс на поле в Главной лиге бейсбола не выходил. В конце 1962 года права на него были проданы клубу «Нью-Йорк Метс», но ещё до конца весенних сборов Хокинс вернулся в систему «Кливленда». Проведя ещё два сезона в младших лигах, он объявил о завершении спортивной карьеры.
В дальнейшем Хокинс работал в отделе продаж абонементов «Индианс», занимался скаутингом. Он играл на любительском уровне играл в гольф, вёл свою колонку в газете Cleveland Plain-Dealer. После 1970 года он перешёл на работу в компанию General Motors.
Уинн Хокинс скончался 11 февраля 2021 года в своём доме в Кенфилде в возрасте 84 лет.